# Joseph Franklin Rutherford

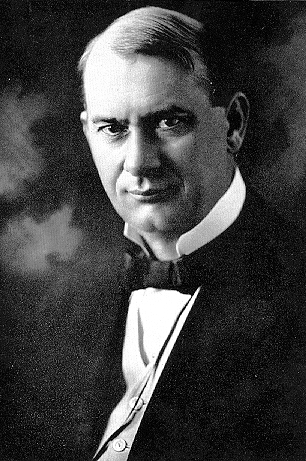
Joseph F. Rutherford (um 1910)

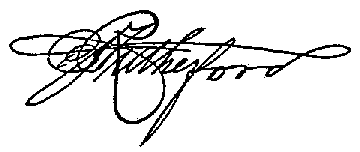
Rutherfords Unterschrift

Joseph Franklin Rutherford (* am 8. November 1869 in Morgan County, Missouri, Vereinigte Staaten; † am 8. Januar 1942 in San Diego, Kalifornien, Vereinigte Staaten) war Nachfolger von Charles Taze Russell als Präsident der Watch Tower Bible And Tract Society of Pennsylvania.

## Leben
Rutherford hatte fünf Schwestern und zwei Brüder und entstammte einer Baptistenfamilie. Er schlug eine akademische Laufbahn ein. Am 5. Mai 1892 erhielt er seine Zulassung als Anwalt. Danach war er vier Jahre als Staatsanwalt in Missouri tätig. Gelegentlich übernahm er auch vertretungsweise die Aufgabe des Richters. Daher wurde er im Nachhinein als „Richter“ Rutherford bekannt.
Im Jahr 1894 kaufte er von zwei Kolporteurinnen der Bibelforscher drei Bände der Schriftstudien, die ihn und seine Frau überzeugten, sich 1906 ebenfalls als Bibelforscher taufen zu lassen. Im Jahr darauf wurde er Rechtsberater der Watch Tower Society. Ab Januar 1910 gehörte er zum siebenköpfigen Vorstand der Gesellschaft.
Kurz vor dem Tod des zweiten Präsidenten Charles Taze Russell am 31. Oktober 1916, gründete der Vorstand einen Ausschuss, der aus drei Mitgliedern bestand, von denen einer Rutherford war. Dem Willen Russells gemäß wurde zudem ein fünfköpfiges Herausgeberkomitee der Zeitschrift Zion’s Watch Tower gebildet. Zu ihm gehörte Rutherford zunächst nicht. Da jedoch zwei der von Russell bestimmten Mitglieder aus persönlichen Gründen ausschieden, wurden sie durch zwei von Russell testamentarisch bestimmte Ersatzpersonen ersetzt. Einer war Rutherford.
Am 6. Januar 1917 wurde Rutherford aus der Gruppe der Vorstandsmitglieder zum Präsidenten der Watch Tower Society gewählt. Er initiierte, dass 1917 der siebente Band der Schriftstudien (ein Kommentar zu den Bibelbüchern Offenbarung, Hoheslied und Hesekiel) unter dem Titel „Das vollendete Geheimnis“ (eng. "The Finished Mystery") herausgegeben wurde. Die ersten sechs Bände waren von Russell geschrieben worden. Da die Vereinigten Staaten mittlerweile in den Ersten Weltkrieg eingetreten waren, machten ihm seine Gegner, wie Paul S. L. Johnson, von denen einige damals noch Teil der Zentrale waren, die Herausgabe dieses Bandes zum Vorwurf. Mit rechtlichen Mitteln wurden sie ihrer Aufgaben entbunden.
Nachdem der Oktober 1914, der von Gründer Russell verkündete Termin für den Anbruch des Königreichs Jehovas, ereignislos verstrichen war, deutete Rutherford dessen Aussage in die heute bei den Zeugen Jehovas gültige Lehrmeinung um, wonach in diesem Jahr Christi Königsherrschaft unsichtbar im Himmel angebrochen sei. Eine „Generation“ aus den 1914 lebenden Gläubigen und ihrer Zeitgenossen würde das sichtbare Erscheinen miterleben. „Millionen, die heute leben, werden nie sterben“, verhieß der Titel seines 1920 erschienenen Buchs, in dem Rutherford für das Jahr 1925 die Wiederauferstehung der biblischen Erzväter als Zeichen der beginnenden Endzeit voraussagte. Das ereignislose Verstreichen auch dieses Termins führte zu einer Krise innerhalb der Zeugen Jehovas.
Auf einem Kongress 1919 kündigte er die Herausgabe einer neuen Zeitschrift mit dem Namen The Golden Age an, die heute als Erwachet! bekannt ist. Aus dieser Zeit stammen auch Voraussagen in der Wachtturm-Literatur, dass es 1925 eine Auferstehung der Patriarchen der Bibel geben würde. Im Nachhinein räumte Rutherford ein, dass er sich mit dieser Erwartung blamiert habe. Obwohl diese Prophezeiung nicht eintraf, vertrat Rutherford noch bis in die 1930er-Jahre die Ansicht, dass die Patriarchen jeden Moment zurückkommen würden, wofür er in San Diego die Villa Beth Sarim errichten ließ, die er fortan in Erwartung der Patriarchen selbst bewohnte und wo er auch starb. Organisatorisch änderte er 1926 die Tätigkeit der „Pilgerbrüder“. Während sie zuvor die Versammlungen zu Vorträgen besucht hatten, sollten sie nun den Predigtdienst mit ihnen gemeinsam fördern. (Später hießen sie bei Zeugen Jehovas „Kreisdiener“, heute „Kreisaufseher“.)
1931 stellte er auf einem Kongress den neuen Namen der bis dahin vor allem als Bibelforscher bekannten Religionsgemeinschaft vor. Von nun an wurden sie als Zeugen Jehovas bekannt. Am 8. Januar 1942 starb er im Alter von 72 Jahren nach langer Krankheit.

### Inhaftierung
Der siebente Band der Schriftstudien wurde einige Monate nach dessen Veröffentlichung zum Anlass, dass Haftbefehl gegen ihn und sieben weitere Mitarbeiter der Watch Tower Society erlassen wurde. Ihnen wurde zur Last gelegt, durch dieses Buch „ungesetzlich, böswillig und willentlich“ zur „Anstiftung zur Insubordination, Untreue und Verweigerung der Dienstpflicht in den Militär- und Flottenstreitkräften der Vereinigten Staaten von Amerika“ aufgefordert zu haben. Sieben von ihnen bekamen viermal 20 Jahre Haft, einer viermal zehn Jahre Haft verhängt. Eine Kaution wurde zunächst abgelehnt. Jedoch wurden die acht Gefangenen am 25. März 1919 aus der Bundesstrafanstalt in Atlanta nach Brooklyn (New York) gebracht und am darauffolgenden Tag gegen eine Kaution freigelassen. Nach dem Krieg wurden sie vollständig rehabilitiert. Daher konnte Rutherford weiterhin vor dem Obersten Bundesgericht der Vereinigten Staaten als Rechtsanwalt tätig sein. Die Episode stärkte Rutherfords Ansehen innerhalb seiner Religionsgemeinschaft enorm, er galt von da an als Märtyrer. Weiterhin spielt das Jahr 1919 bis heute eine Schlüsselrolle in der Lehre der Zeugen Jehovas. Diese nehmen an, dass Jesus der Watchtower Bible and Tract Society bzw. deren Repräsentanten in diesem Jahr "die Verantwortung für Gottes Volk" übertragen hat.